# باسكال اويير
باسكال نيكولاس المعروفة باسم باسكال أويير (بمن مواليد 26 أكتوبر 1958 في باريس، وتوفيت في 25 أكتوبر 1984 في باريس) وهي ممثلة فرنسية . لم تمثل سوى بضعة أفلام أبرزها اكتمال القمر في باريس وبرسيفال الويلزية للمخرج إيريك رومر والجسر الشمالي للمخرج جاك ريفيت. بعد وفاتها بفترة تم تحيتها من خلال فيلم يسقط القانون للمخرج جيم جارموش .

## أعمالها
- برسيفال الويلزية: فيلم للمخرج إيريك رومر أول أفلامها.
- الحياة كما هي
- سيدة الكاميليا: ثالث فيلم لها وكان مع الممثل الإيطالي جيان ماريا فولونتي.
- الجسر الشمالي: فيلم للمخرج جاك ريفيت.
- باريس تغادر: فيلم قصير .
- رقصة الشبح.
- علامات الثروة الخارجية .
- اكتمال القمرة في باريس: آخر فيلم لها وأشهر وهو من إخراج إيريك رومر.

## وصلات خارجية
- باسكال اويير في قاعدة بيانات الأفلام على الإنترنت